# Epigonus robustus
Epigonus robustus är en fiskart som först beskrevs av Barnard 1927.  Epigonus robustus ingår i släktet Epigonus och familjen Epigonidae. Inga underarter finns listade i Catalogue of Life.